# 全国古籍重点保护单位

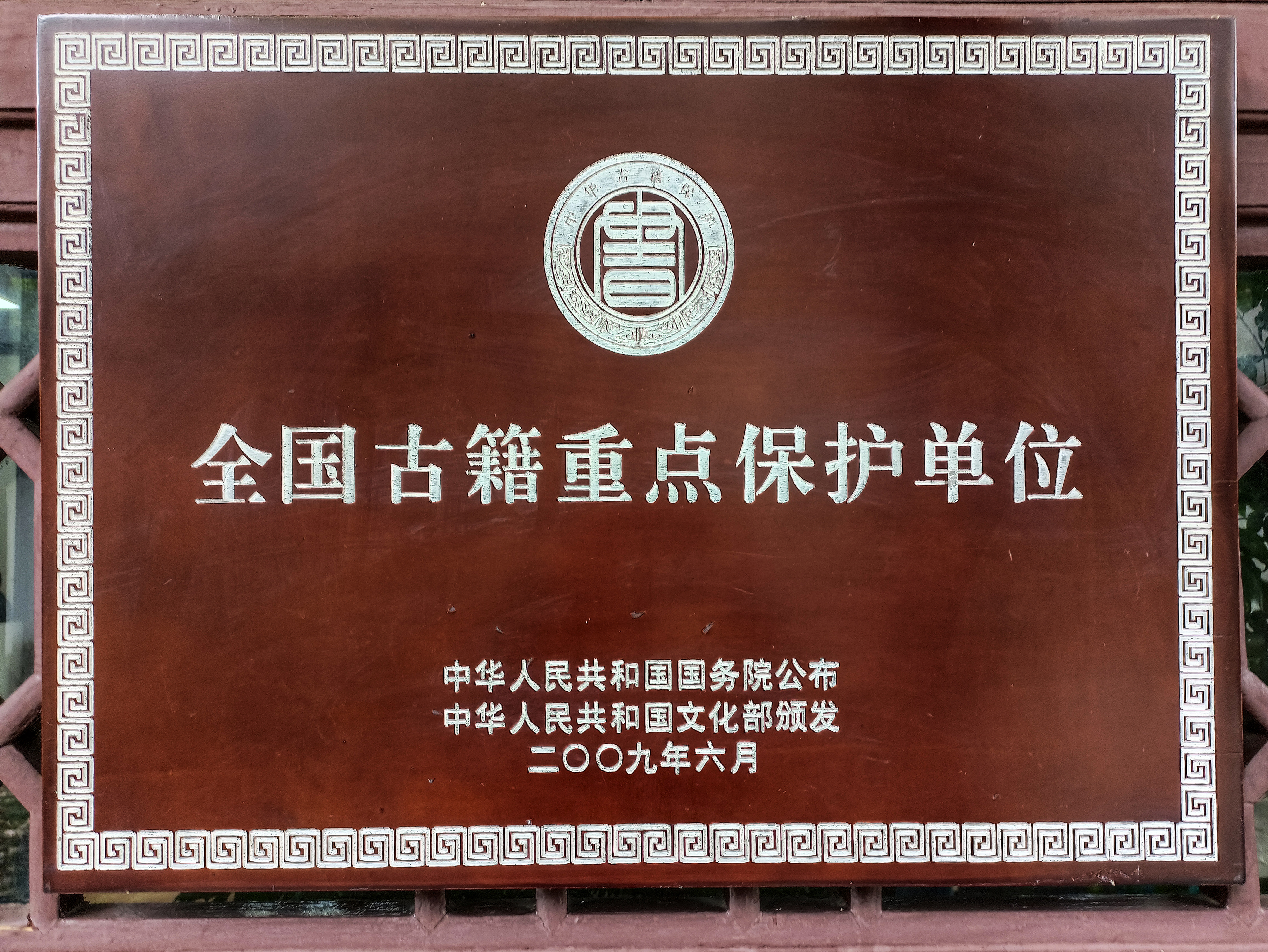
成都杜甫草堂博物馆的全国古籍重点保护单位标志牌

全国古籍重点保护单位，是中国政府为改善古籍保管条件，对古籍收藏量大、善本多、具备一定保护条件，经国务院批准命名并作为财政投入和保护重点的单位。截至2020年11月，中国共有203家全国古籍重点保护单位。此外，文化部也于2009年12月15日将国家图书馆等12家具备较好修复工作条件的全国古籍重点保护单位核定设立为国家级古籍修复中心（标“*”者）。

## 全国古籍重点保护单位列表

### 第一批
- 51个，2008年3月1日公布[2][3]
  - 国家图书馆*
  - 首都图书馆
  - 天津图书馆*
  - 山西省图书馆*
  - 内蒙古自治区图书馆
  - 辽宁省图书馆*
  - 大连市图书馆
  - 黑龙江省图书馆
  - 上海图书馆*
  - 南京图书馆*
  - 江苏省苏州图书馆
  - 江苏省常熟图书馆
  - 浙江图书馆*
  - 安徽省图书馆
  - 福建省图书馆
  - 山东省图书馆*
  - 青岛市图书馆
  - 河南省图书馆
  - 湖北省图书馆
  - 湖北省武汉图书馆
  - 湖南图书馆
  - 广东省立中山图书馆
  - 重庆图书馆
  - 云南省图书馆*
  - 贵州省图书馆
  - 陕西省图书馆
  - 甘肃省图书馆
  - 中国艺术研究院图书馆
  - 北京大学图书馆
  - 清华大学图书馆
  - 北京师范大学图书馆
  - 中央民族大学图书馆
  - 东北师范大学图书馆
  - 复旦大学图书馆
  - 南京大学图书馆
  - 南京师范大学图书馆
  - 南京中医药大学图书馆
  - 苏州大学图书馆
  - 中山大学图书馆*
  - 河南大学图书馆
  - 故宫博物院
  - 山西博物院
  - 上海博物馆
  - 南京博物院
  - 浙江省宁波市天一阁博物馆*
  - 中国科学院国家科学图书馆
  - 中国社会科学院图书馆
  - 中国社会科学院文学所图书馆
  - 中国中医科学院图书馆*
  - 中国第一历史档案馆
  - 贵州省荔波县档案馆

### 第二批
- 62个，2009年6月9日公布[4][5]

- - 中国民族图书馆
  - 中国社会科学院历史研究所图书馆
  - 中国人民解放军军事科学院军事图书资料馆
  - 南开大学图书馆
  - 河北大学图书馆
  - 山西省祁县图书馆
  - 吉林省图书馆
  - 长春图书馆
  - 吉林省吉林市图书馆
  - 吉林大学图书馆
  - 黑龙江省齐齐哈尔市图书馆
  - 哈尔滨师范大学图书馆
  - 上海师范大学图书馆
  - 华东师范大学图书馆
  - 上海中医药大学图书信息中心
  - 江苏省无锡市图书馆
  - 江苏省南通市图书馆
  - 江苏省镇江市图书馆
  - 江苏省吴江市图书馆
  - 扬州大学图书馆
  - 浙江省杭州图书馆
  - 浙江省温州市图书馆
  - 浙江省嘉兴市图书馆
  - 浙江省绍兴图书馆
  - 浙江大学图书馆
  - 浙江省瑞安市文物馆（玉海楼）
  - 安徽大学图书馆
  - 安徽师范大学图书馆
  - 安徽中国徽州文化博物馆
  - 福建师范大学图书馆
  - 厦门大学图书馆
  - 江西省图书馆
  - 江西省萍乡市图书馆
  - 山东省济南市图书馆
  - 山东省烟台图书馆
  - 山东大学图书馆
  - 山东师范大学图书馆
  - 山东省博物馆
  - 山东省青岛市博物馆
  - 山东省曲阜市文物管理委员会孔府文物档案馆
  - 河南省新乡市图书馆
  - 郑州大学图书馆
  - 武汉大学图书馆
  - 湖北大学图书馆
  - 湖南师范大学图书馆
  - 湖南省社会科学院图书馆
  - 华南师范大学图书馆
  - 暨南大学图书馆
  - 广西壮族自治区图书馆
  - 广西师范大学图书馆
  - 重庆市北碚图书馆
  - 西南大学图书馆
  - 四川省成都图书馆
  - 四川省泸州市图书馆
  - 四川省南充市图书馆
  - 四川大学图书馆
  - 四川省成都杜甫草堂博物馆
  - 贵州师范大学图书馆
  - 陕西师范大学图书馆
  - 兰州大学图书馆
  - 甘肃省甘南藏族自治州夏河县拉卜楞寺图书馆（藏经楼）
  - 新疆维吾尔自治区图书馆

### 第三批
- 37个，2010年6月11日公布[6]

- - 河北省图书馆
  - 河北省石家庄市图书馆
  - 河北省保定市图书馆
  - 山西省太原市图书馆
  - 山西大学图书馆
  - 辽宁省沈阳市图书馆
  - 辽宁大学图书馆
  - 吉林省社会科学院图书馆
  - 黑龙江大学图书馆
  - 上海社会科学院图书馆
  - 江苏省金陵图书馆
  - 江苏省常州市图书馆
  - 江苏省扬州市图书馆
  - 江苏省徐州市图书馆
  - 徐州师范大学图书馆
  - 江苏省南京市博物馆
  - 江苏省苏州博物馆
  - 浙江省博物馆
  - 安徽中医学院图书馆
  - 安徽省博物馆
  - 江西省赣州市图书馆
  - 山东省泰安市博物馆
  - 山东省淄博市图书馆
  - 山东省文登市图书馆
  - 曲阜师范大学图书馆
  - 河南省郑州图书馆
  - 华中师范大学图书馆
  - 湖北省博物馆
  - 湖北省浠水县博物馆
  - 广西壮族自治区桂林图书馆
  - 广西壮族自治区柳州市图书馆
  - 重庆中国三峡博物馆
  - 云南省社会科学院图书馆
  - 陕西省西安博物院
  - 西北大学图书馆
  - 甘肃省天水市图书馆
  - 宁夏回族自治区图书馆

### 第四批
- 16个，2013年3月8日公布 
  - 中国人民大学图书馆
  - 山西师范大学图书馆
  - 辽宁省博物馆
  - 山东省蓬莱慕湘藏书馆
  - 浙江省西泠印社
  - 江西省庐山图书馆
  - 江西省乐平市图书馆
  - 江西省博物馆
  - 河南省洛阳市图书馆
  - 中国嵩山少林寺
  - 湖北省襄阳市图书馆
  - 四川师范大学图书馆
  - 西藏自治区博物馆
  - 西藏自治区布达拉宫
  - 西藏自治区罗布林卡
  - 西藏自治区档案馆

### 第五批
- 14个，2016年3月27日公布[7][8]
  - 天津师范大学图书馆
  - 河北师范大学图书馆
  - 辽宁省档案局（馆）
  - 沈阳师范大学图书馆
  - 旅顺博物馆
  - 江苏省泰州市图书馆
  - 河南省开封市图书馆
  - 河南省南阳市图书馆
  - 安徽省芜湖市图书馆
  - 皖西学院图书馆
  - 安徽省歙县博物馆
  - 江西省景德镇市图书馆
  - 四川博物院
  - 新疆维吾尔自治区少数民族古籍搜集整理出版规划领导小组办公室

### 第六批
- 23个，2020年10月30日公布[9][10]
  - 国家博物馆
  - 首都师范大学图书馆
  - 天津博物馆
  - 唐山市图书馆
  - 哈尔滨市图书馆
  - 沈阳市慈恩寺
  - 鄂尔多斯市图书馆
  - 巴彦淖尔市图书馆
  - 内蒙古社会科学院图书馆
  - 安庆市图书馆
  - 宁波市图书馆
  - 浙江省平湖市图书馆
  - 浙江省余姚市文物保护管理所
  - 广东省社会科学院
  - 西安碑林博物馆
  - 西北师范大学图书馆
  - 西北民族大学图书馆
  - 张掖市甘州区博物馆
  - 四川省图书馆
  - 楚雄彝族文化研究院
  - 西双版纳傣族自治州图书馆
  - 云南师范大学图书馆
  - 青海省图书馆